# Faverois
Faverois es una comuna francesa situada en el departamento del Territorio de Belfort, de la región de Borgoña-Franco Condado.
Los habitantes se llaman Faverais.

## Geografía
Está ubicada a 18 km al sureste de Belfort, cerca de la frontera con Suiza.

## Demografía
| 427 | 392 | 392 | 406 | 427 | 451 | 474 | 516 | 578 |
| Para los censos de 1962 a 1999 la población legal corresponde a la población sin duplicidades (Fuente: INSEE [Consultar]) |     |     |     |     |     |     |     |     |